# (25979) Alansage
(25979) Alansage es un asteroide perteneciente al cinturón de asteroides, descubierto el 18 de marzo de 2001 por el equipo del Lincoln Near-Earth Asteroid Research desde el Laboratorio Lincoln, Socorro, Nuevo México.

## Designación y nombre
Designado provisionalmente como  2001 FC49. Fue nombrado por Alan Robert Sage (n. 1992) quien fue finalista en Intel Science Talent Search (STS) 2010, una competencia científica para estudiantes de último año de secundaria, por su proyecto de ciencias vegetales. Asiste a la Stuyvesant High School, Nueva York, Nueva York.

## Características orbitales
Alansage está situado a una distancia media del Sol de 2,368 ua, pudiendo alejarse hasta 2,613 ua y acercarse hasta 2,122 ua. Su excentricidad es 0,104 y la inclinación orbital 5,488 grados. Emplea 1330,77 días en completar una órbita alrededor del Sol.

## Características físicas
La magnitud absoluta de Alansage es 15,00. 